# Erythrina variegata
Erythrina variegata é uma espécie de Erythrina nativa das regiões tropicais e subtropicais do leste da África, do subcontinente indiano, do norte da Austrália e das ilhas do Oceano Índico e do oeste do Oceano Pacífico, a leste de Fiji.

## Descrição

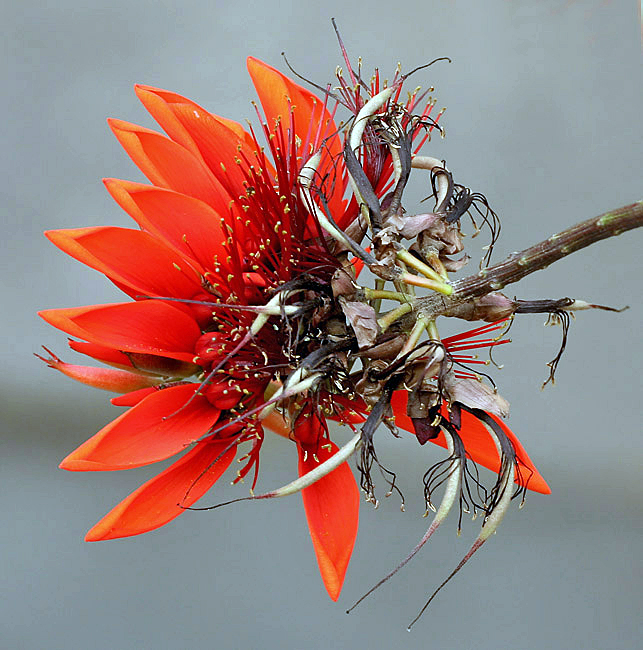
Flores em Calcutá, Índia.

A E. variegata é uma árvore decídua espinhosa que cresce até 27 m de altura. As folhas são pinadas com um pecíolo de 20 cm e três folíolos, cada folíolo com até 20 cm de comprimento e largura. Possui densos cachos de flores escarlates ou carmesim e sementes pretas.

## Usos
A Erythrina variegata é valorizada como planta ornamental. Várias cultivares foram selecionadas, inclusive a 'Alba' com flores brancas.
No Vietnã, as folhas são usadas para embrulhar carne fermentada (em vietnamita: nem).
A E. variegata é conhecida como dapdap em muitos idiomas das Filipinas, onde sua casca e suas folhas são usadas na medicina alternativa.
A E. variegata é frequentemente usada em sistemas agroflorestais. Ela pode ser usada como forragem, pois sua folhagem tem um bom valor nutritivo para a maioria dos animais de criação.
As sementes são venenosas em seu estado bruto, mas podem ser cozidas e consumidas. Juntamente com a casca, as sementes eram usadas para entorpecer os peixes, tornando-os mais fáceis de pescar.

## Impacto cultural
A E. variegata foi designada a flor oficial de Okinawa em 1967. A flor deigo aparece na canção popular “Shima Uta” [en] do The Boom [en], uma das canções mais conhecidas associadas a Okinawa. Além disso, o uso da madeira da árvore deigo é uma das características exclusivas dos artigos de laca Ryukyuan [en].
No Sri Lanka, o desabrochar das flores da árvore está associado ao advento do Ano Novo do Sri Lanka (abril). Essa planta é conhecida como Erabadu (cingalês: එරබදු).
Em Fiji, conhecida como drala, drara ou rara, sua época de floração marca o período tradicional de plantio do taro. Em Mangaia, marca a chegada dos guarda-rios e a nidificação dos Pterodroma nigripennis.

## Função no ecossistema
As iguanas-de-crista-de-fiji podem ser encontradas em árvores Erythrina variegata (“rara”).:229, 240 

## Galeria

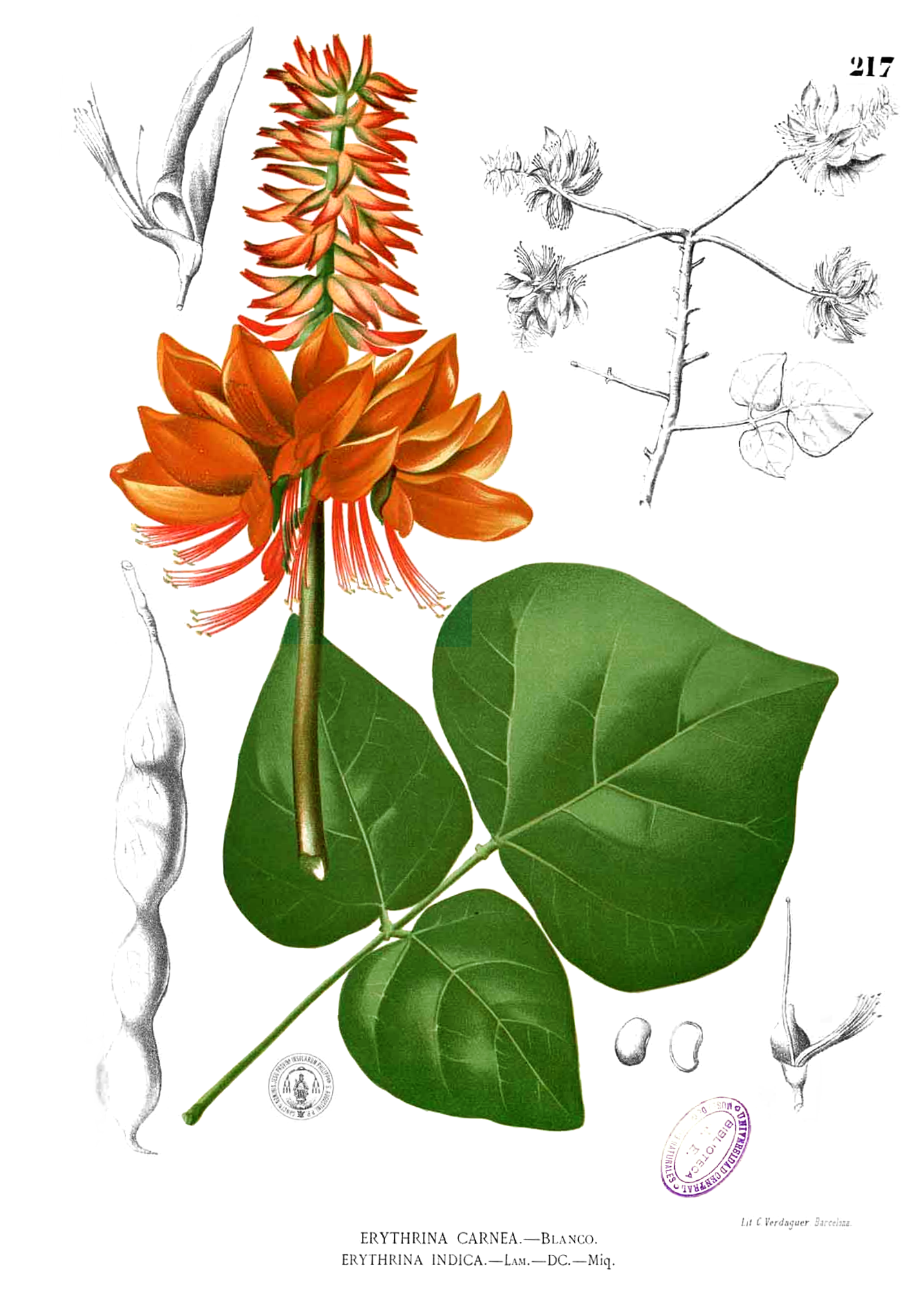
Ilustração botânica
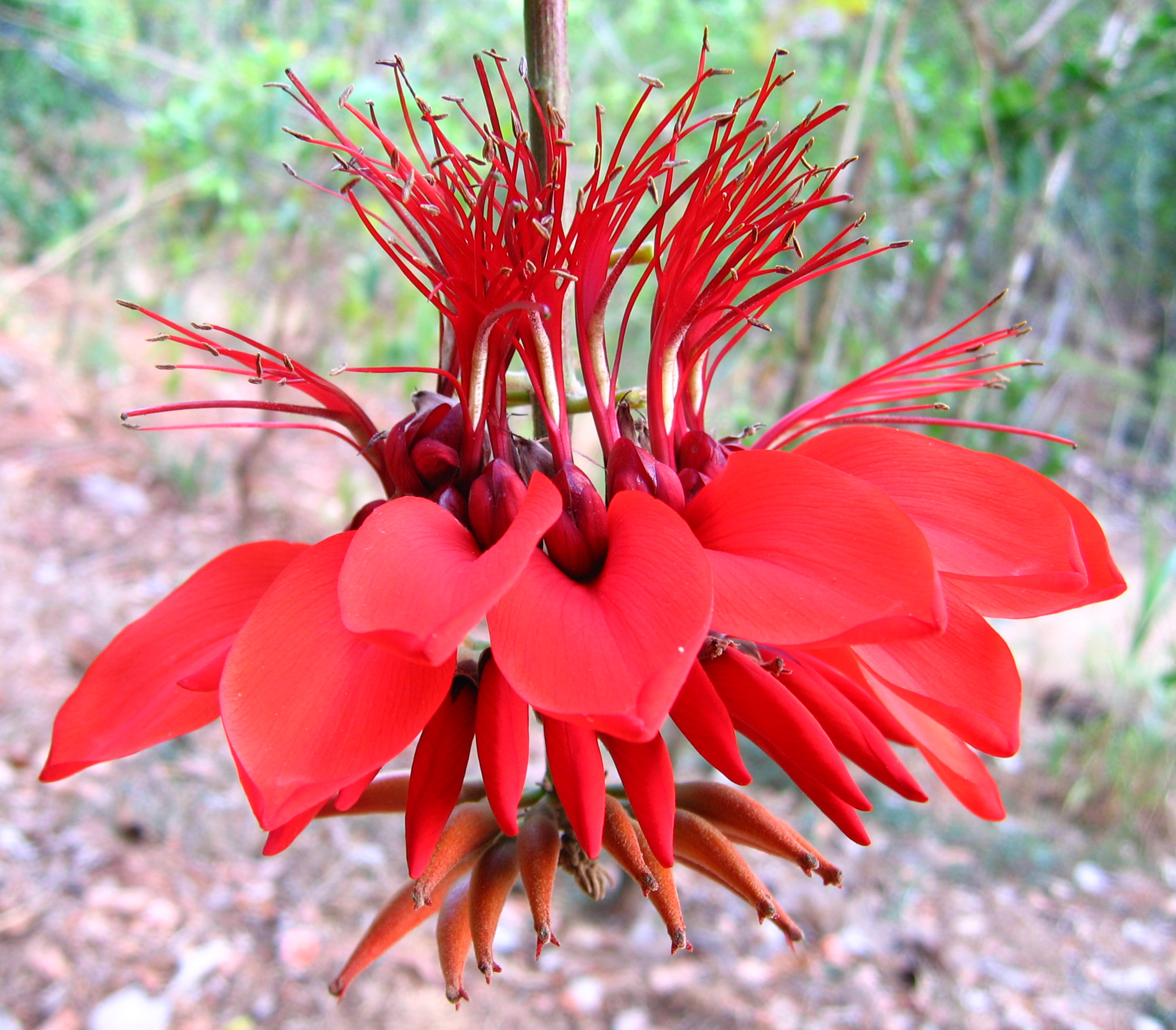
Flor
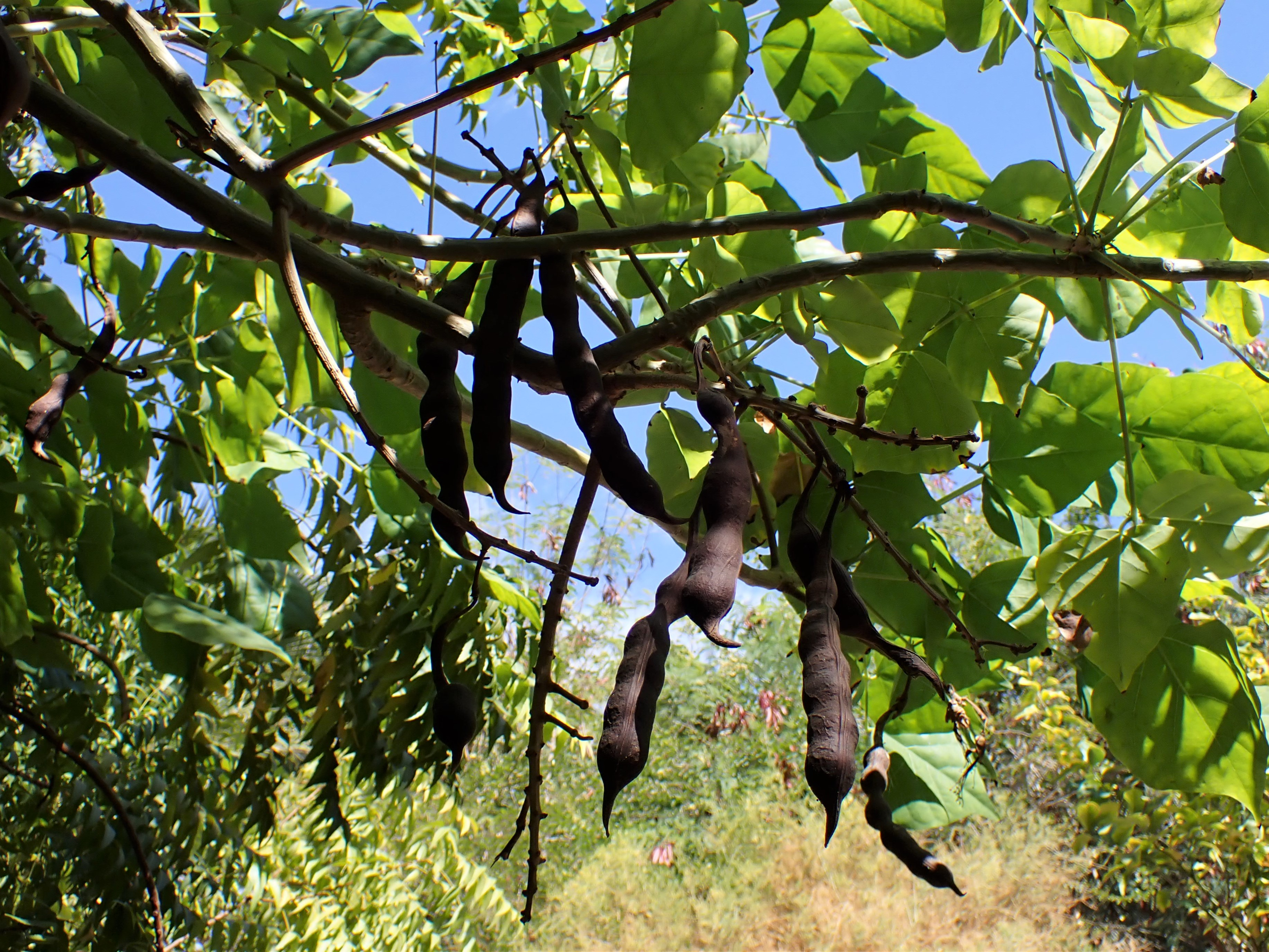
Vagens de sementes
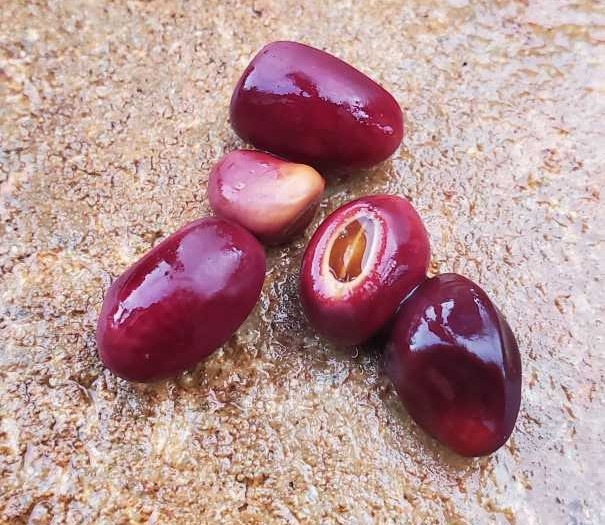
Sementes. Hilton Resort, Guam
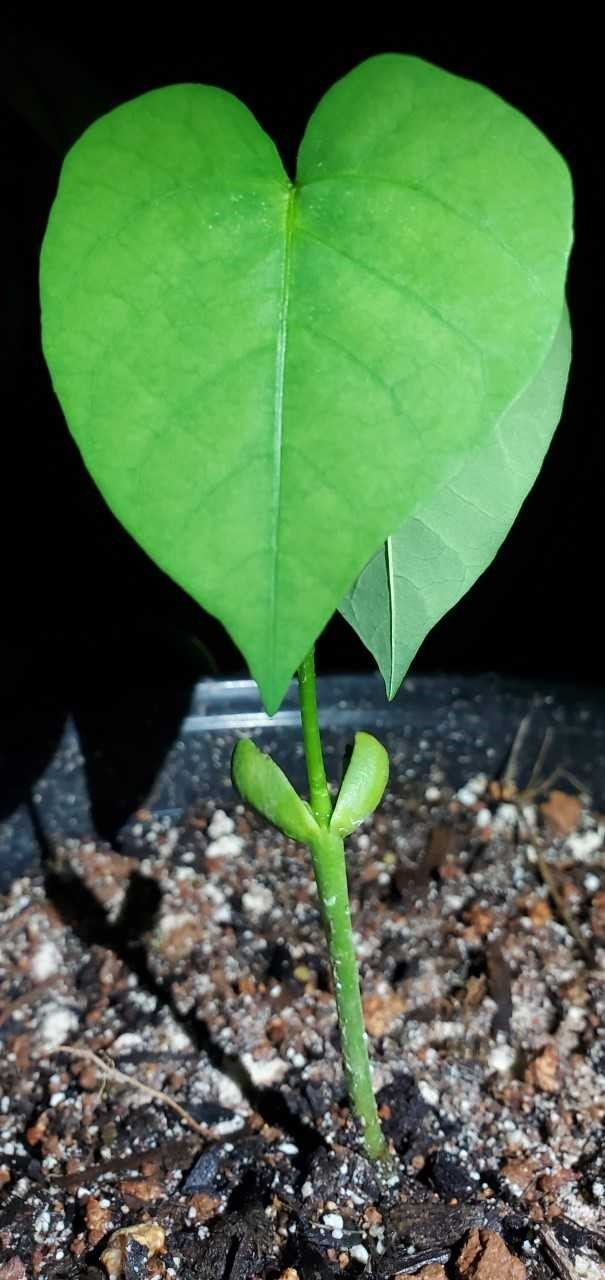
Muda. Dededo, Guam
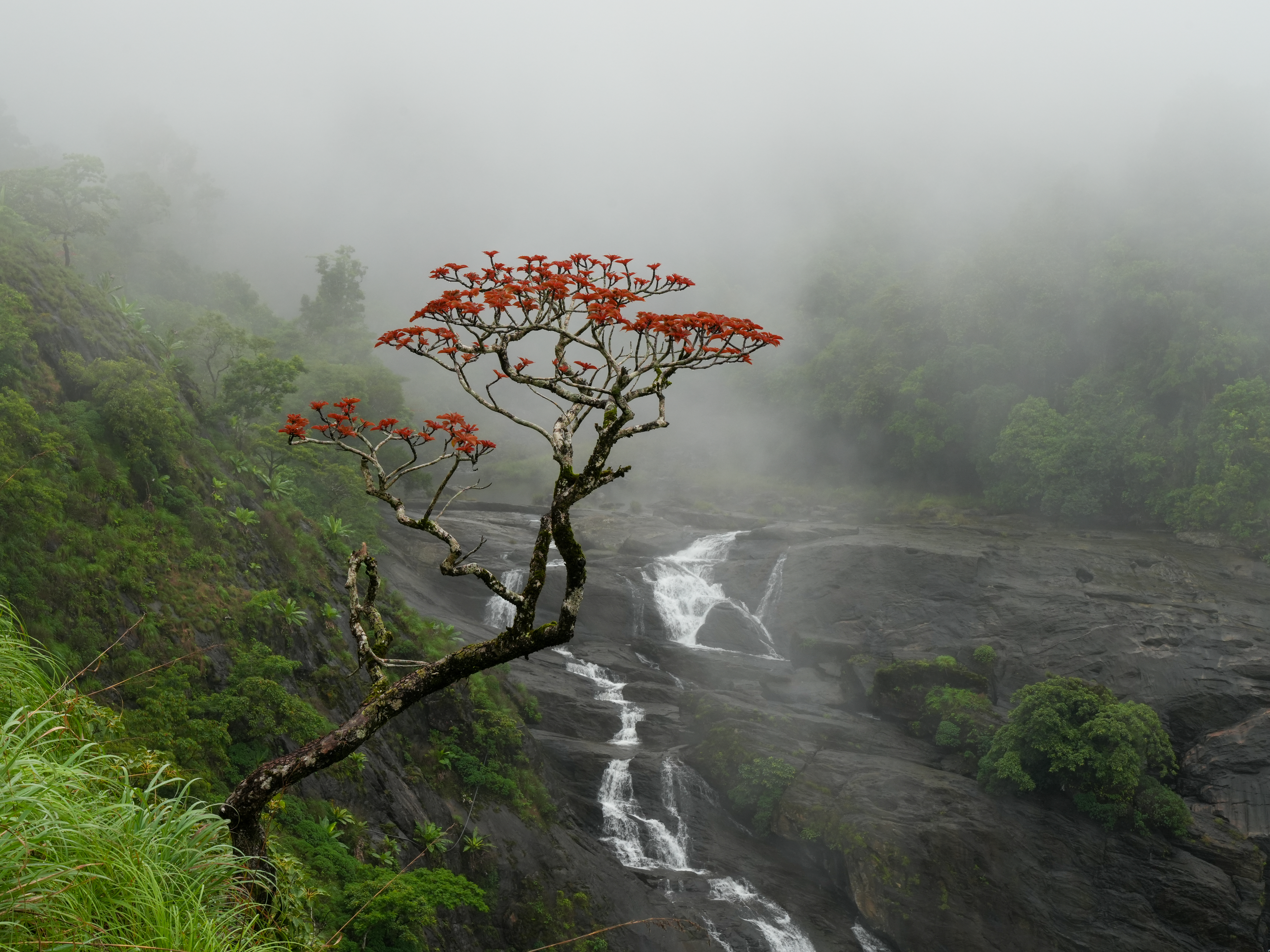
Árvore em Mallalli Falls, Hassan, Karnataka
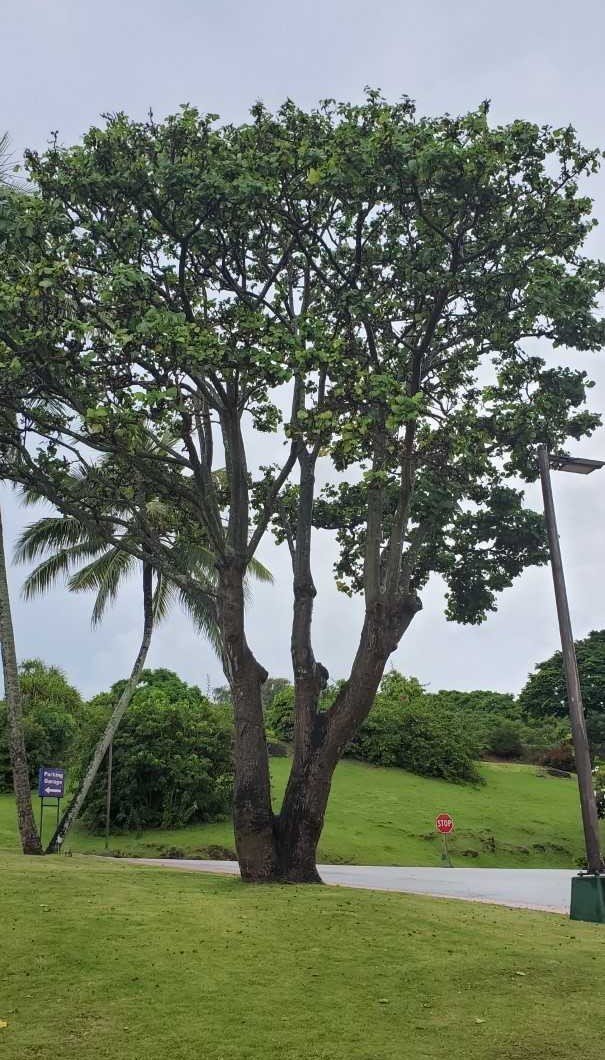
Árvore madura. Hilton Resort, Tumon, Guam